# Kanton Saintes-Nord
Der Kanton Saintes-Nord war bis 2015 ein französischer Wahlkreis im Département Charente-Maritime und in der damaligen Region Poitou-Charentes. Sein Hauptort (chef-lieu) war Saintes im Arrondissement Saintes. Die landesweiten Änderungen in der Zusammensetzung der Kantone brachten im März 2015 seine Auflösung. Vertreter im conseil général des Départements war zuletzt für die Jahre 2001–2015 Christophe Dourthe (PS).

## Gemeinden
Der Kanton umfasste fünf Gemeinden und einen Teil der Stadt Saintes (angegeben ist die Gesamteinwohnerzahl):
| Gemeinde            | Einwohner Jahr | Fläche km² | Bevölkerungsdichte | Code INSEE | Postleitzahl |
| ------------------- | -------------- | ---------- | ------------------ | ---------- | ------------ |
| Bussac-sur-Charente | 1.314 (2013)   | 9,98       | 132 Einw./km²      | 17073      | 17100        |
| Le Douhet           | 695 (2013)     | 18,35      | 38 Einw./km²       | 17143      | 17100        |
| Fontcouverte        | 2.390 (2013)   | 11,58      | 206 Einw./km²      | 17164      | 17100        |
| Saint-Vaize         | 571 (2013)     | 4,61       | 124 Einw./km²      | 17412      | 17100        |
| Saintes             | 25.601 (2013)  | –          | – Einw./km²        | 17415      | 17100        |
| Vénérand            | 764 (2013)     | 9,65       | 79 Einw./km²       | 17462      | 17100        |